# Carl Fredric Broocman

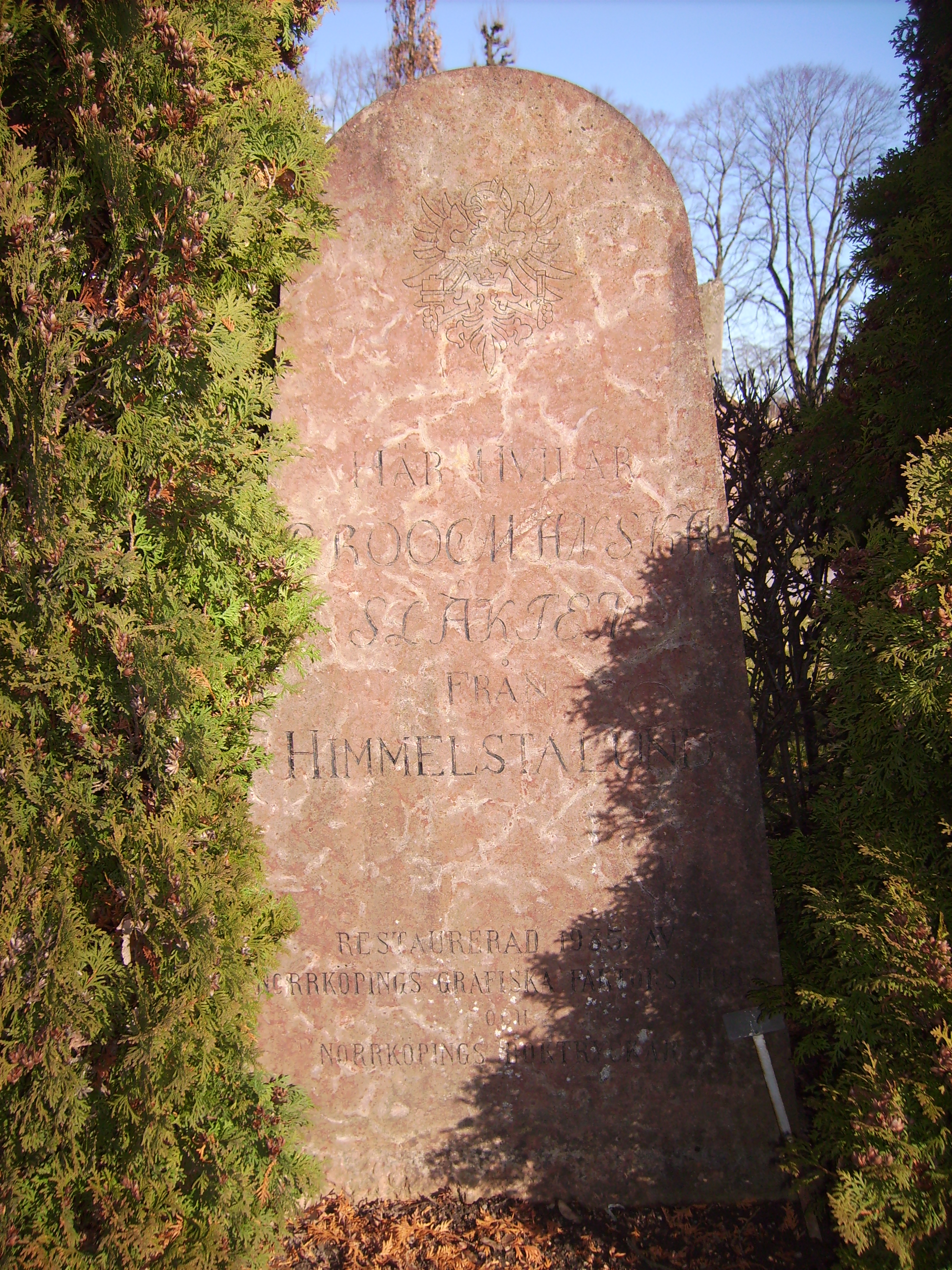
Broocmanska familjegraven på Östra Eneby kyrkogård. Gravstenens ursprungliga text lyder: "Här hvilar Broocmanska släkten från Himmelstalund." Därefter har följande textrader tillkommit: "Restaurerad 1935 av Norrköpings Grafiska Faktorsklubb och Norrköpings Boktryckar(e)."

Carl Fredric Broocman, född 16 eller 27 december 1709 i Lais, Livland, död 27 juli 1761 i Norrköping, var en svensk topograf, historiker och författare.

## Biografi

### Uppväxt
Carl Fredric Broocman var son till Reinerus Reineri Broocman och Anna Catharina Goldhan samt härstammade från en balttysk släkt. När han föddes 1709 pågick det stora nordiska kriget (1700-1721). Under en period hade Karl XII sitt vinterkvarter i Lais, men det gick dåligt för svenskarna. Livland härjades och ödelades, varför familjen flydde till Sverige. Efter att ha vistats en tid i Stockholm mottog fadern 1712 en adjunktur vid tyska församlingen i Norrköping och utnämndes 1713 enhälligt till kyrkoherde. Det dröjde emellertid inte länge förrän det stora nordiska kriget även nådde Östergötland. År 1719 plundrades och brändes Norrköping som ett led i rysshärjningarna.
Efter fredsslutet 1721 grundade fadern 1724 Norrköpings första boktryckeri. Boktryckeriet gick bra och många böcker producerades.

### Broocman efterträder fadern
Det var ett för sin tid blomstrande företag som Broocman kom att ta över. Han for till Wittenberg för studier och blev vid återkomsten tryckeriets faktor. År 1730 gav han ut Den fromma endräkten, faderns översättning av Concordia Pia (den latinska upplagan av konkordieboken) och tre år senare övertog han skråprivilegierna. Broocman gav postumt 1739 också ut andra delen av hushållsboken, som är ett utdrag ur faderns efterlämnade manuskript. Tack vare annonser och tryckta bokkataloger fick alstren stor spridning. Det kunde bli upplagor på flera tusen.
År 1736 köpte Broocman Himmelstalunds gård utanför Norrköping av fadern och fick därmed en herrgård med stor trädgård alldeles norr om Motala ström. Detta år hade han gett ut 31 förlagsartiklar, bland dem Haquin Spegels verk Guds Werk och Hwila. Så småningom överlät Broocman tryckeriet till svärsonen Johan Edman (d. 1791), som 1758 startade Norrköpings Weko-Tidningar, senare kallad Norrköpings Tidningar, vilken nu är Sveriges äldsta dagstidning.

### Beskrivning över Östergötland
Broocman lockades att gå i faderns fotspår och bli författare. Han beslöt sig för att i Carl von Linnés anda skriva ett verk om Östergötland. I förordet berättar han: then stora möda jag trenne särskildte år om Sommartiderna haft, medelst omkringresande til hwarje Stad och Sokn här i ÖsterGötland, at uti erforderliga mål gjöra mig underrättad; all then otroliga correspondence thenna samling förorsakat, och then myckna kostnad jag anwändt, förutan öfrigit beswär, som enhwar af thenna Beskrifnings innehåll lätteligen kan se och finna.
Topografen tycks personligen ha besökt alla de platser han beskriver, vari ingår fem städer och 108 pastorat. Han reste runt i landskapet med häst och vagn, kanske någon enstaka gång också med släde, och intervjuade prästerna, som fått en rekommendation från biskop Andreas Olavi Rhyzelius att ge stöd åt Broocman. Det tog åtskilliga år innan det stora verket var klart för tryckning. Det är uppdelat i två delar. Den första, omfattande 200 sidor, beskriver först hela landskapet, sedan städerna Linköping, Norrköping, Söderköping, Wadstena och Skeninge. Andra delen, omfattande 780 sidor, beskriver landsbygden häradsvis och sockenvis och avslutas med ett register, med sockennamnen i alfabetisk ordning.
Det var sina sista krafter han lade ned på sin östgötabeskrivning; han var nämligen märkt av sjukdom och redan sommaren efter utgivningen avled Carl Fredric Broocman i en ålder av 52 år. Han är begravd på Östra Eneby kyrkogård. Hans hustru Magdalena Aschania hade dött två år tidigare. De efterlämnade sonen Carl Gustaf och dottern Catharina Elisabeth.

### Efterskrift
Sonen Carl Gustaf Broocman lämnade efter sig en avhandling om Norrköpings stads historia. Även Carl Fredric Broocmans brorson, Nils Reinhold Brocman, var historiker och skrev bland annat om Norrköping.

## Verk
- Beskrifning Öfwer the i Öster-Götland Befintelige Städer, Slott, Sokne-Kyrkor, Soknar, Säterier, Öfwer-Officers-Boställen, Jernbruk och Prestegårdar, med mera: Utgifwen och till Trycket befordrad af Carl Fredric Broocman. Tryckt i Norrköping hos Johan Edman år 1760